# Asian Paints
Asian Paints ist ein multinationales indisches Unternehmen mit Hauptsitz in Mumbai (Maharashtra). Das Unternehmen beschäftigt sich mit der Herstellung, dem Verkauf und dem Vertrieb von Anstrichmitteln, Beschichtungen, Produkten im Zusammenhang mit Wohneinrichtungen, Badarmaturen und damit verbundenen Dienstleistungen. Asian Paints ist Indiens größter und Asiens drittgrößter Farbenhersteller. Es hatte 2015 einen Marktanteil von 54,1 % in der indischen Farbenindustrie. Das Unternehmen war 2020 in 15 Ländern tätig.
Die Aktie von Asian Paints ist an dem Bombay Stock Exchange und dem National Stock Exchange of India notiert.

## Geschichte
Das Unternehmen wurde 1942 von den vier Freunden Champaklal Choksey, Chimanlal Choksi, Suryakant Dani und Arvind Vakil in Mumbai gegründet. Bis 1967 wurde es der führende Farbenhersteller im Land. Die vier Familien der Gründer hielten zusammen die Mehrheitsanteile des Unternehmens. Die Streitigkeiten um die weltweiten Rechte begannen jedoch in den 1990er Jahren, als das Unternehmen über Indien hinaus expandierte. Die Streitigkeiten führten dazu, dass Choksey seinen Anteile von 13,7 % verkaufte und 1997 ausschied. Nach gescheiterten Kooperationsgesprächen mit dem britischen Unternehmen Imperial Chemical Industries wurden die Aktien von Choksey von den restlichen drei Familien- und dem Unit Trust of India gemeinsam gekauft.